# Droits LGBT au Zimbabwe

Localisation du Zimbabwe.

Les personnes lesbiennes, gays, bisexuelles et transgenres (LGBT) en Zimbabwe font face à des difficultés légales que ne connaissent pas les résidents non-LGBT. L'homosexualité masculine y est illégale, du fait de lois datant des périodes de colonisation rhodésienne et britannique. Depuis 1995, le gouvernement mène des campagnes contre les homosexuels aussi bien femmes qu'hommes.

## Lois contre l'homosexualité
La sodomie est définie dans la common law comme « les relations sexuelles illégales et intentionnelles par l'anus entre deux hommes ». La section 11 de Censure et Divertissement a aussi été employée pour harceler les personnes gay au Zimbabwe. Elle déclare qu'aucune personne ne pourra importer, imprimer, publier, distribuer ou vendre une publication indésirable. Une publication est indésirable si elle est « indécente, obscène, offensante, dommageable à la morale publique, ou contraire à la santé publique ».
Des lois ont passé en 2006 pour criminaliser toute action perçue comme homosexuelle. Le gouvernement zimbabwéen a rendu criminel pour deux personnes du même sexe de se tenir par la main, de s'enlacer ou de s'embrasser. La loi sur la « déviance sexuelle » est une des quinze additions au code criminel du Zimbabwe qui est passée sans problème au Parlement. Les sections concernant les gays et les lesbiennes font partie d'une révision des lois sur la sodomie. Avant, les lois contre la sodomie se limitaient à incriminer l'activité sexuelle. La loi révisée établit depuis que la sodomie est « tout acte impliquant un contact entre deux hommes qui peut être considéré par une personne raisonnable comme un acte indécent ».

## Déclarations présidentielles
En 1989, l’Association des Gays et Lesbiennes du Zimbabwe ou GALZ naît pour faciliter la communication au sein de la communauté homosexuelle, et donner des conseils sur le SIDA. Le groupe n'attira pas l'attention du gouvernement jusqu'au 1er août 1995, quand la GALZ installa un stand à la Foire du Livre internationale de Harare. Le président Robert Mugabe déclara alors :
« Je trouve insultant et répugnant pour ma conscience humaine que des organisations si immorales et répugnantes, comme celles d'homosexuels, qui font offense à la fois à la loi de la nature et à la morale religieuse que notre société a épousée, puisse avoir un quelconque porte-parole parmi nous et où que ce soit dans le monde ».
Deux semaines plus tard, lors de la célébration annuelle de l'indépendance, Mugabe proclama : « Cela dégrade la dignité humaine. C'est contre nature, et il n'est pas du tout question de permettre à ces personnes de se comporter pire que des chiens et des porcs. Si les chiens et les porcs ne le font pas, pourquoi les êtres humains le doivent-ils ? Nous avons notre propre culture, et nous devons nous reconsacrer à nos valeurs traditionnelles qui font de nous des êtres humains. […] Ce qu'on veut nous faire accepter est un comportement sous-animal et nous ne le permettrons jamais ici. Si vous voyer des gens parader comme des lesbiennes et des gays, arrêtez-les et livrez-les à la police ! »
Depuis lors, le président Mugabe a donné un coup d'arrêt au militantisme homosexuel avec la loi contre la sodomie. Mugabe a rejeté sur les homosexuels la responsabilité des problèmes du Zimbabwe et voit l'homosexualité comme un élément culturel « anti-africain » et immoral provenant des colons et pratiqué uniquement par « quelques blancs » dans son pays. À son quatre-vingt-deuxième anniversaire, il a dit à ceux qui le soutenaient de « laisser ça aux blancs ». Il a informé les journalistes, qui pour la plupart travaillent pour des institutions appartenant à l'état, de parler en mal des relations homosexuelles. Des critiques pensent que la campagne anti-gay de Mugabe a pour objectif de détourner l'attention des problèmes économiques du Zimbabwe en prenant les homosexuels comme boucs émissaires.